# NGC 6317
NGC 6317 is een lensvormig sterrenstelsel in het sterrenbeeld Draak. Het hemelobject werd op 2 juni 1883 ontdekt door de Amerikaanse astronoom Lewis A. Swift.

## Synoniemen
- MCG 11-21-9
- PGC 59708